# Aimé-François Legendre
 (août 2023).
La mise en forme du texte ne suit pas les recommandations de Wikipédia : il faut le « wikifier ».
Les points d'amélioration suivants sont les cas les plus fréquents. Le détail des points à revoir est peut-être précisé sur la page de discussion.
- Les titres sont pré-formatés par le logiciel. Ils ne sont ni en capitales, ni en gras.
- Le texte ne doit pas être écrit en capitales (les noms de famille non plus), ni en gras, ni en italique, ni en « petit »…
- Le gras n'est utilisé que pour surligner le titre de l'article dans l'introduction, une seule fois.
- L'italique est rarement utilisé : mots en langue étrangère, titres d'œuvres, noms de bateaux, etc.
- Les citations ne sont pas en italique mais en corps de texte normal. Elles sont entourées par des guillemets français : « et ».
- Les listes à puces sont à éviter, des paragraphes rédigés étant largement préférés. Les tableaux sont à réserver à la présentation de données structurées (résultats, etc.).
- Les appels de note de bas de page (petits chiffres en exposant, introduits par l'outil «  Source ») sont à placer entre la fin de phrase et le point final[comme ça].
- Les liens internes (vers d'autres articles de Wikipédia) sont à choisir avec parcimonie. Créez des liens vers des articles approfondissant le sujet. Les termes génériques sans rapport avec le sujet sont à éviter, ainsi que les répétitions de liens vers un même terme.
- Les liens externes sont à placer uniquement dans une section « Liens externes », à la fin de l'article. Ces liens sont à choisir avec parcimonie suivant les règles définies. Si un lien sert de source à l'article, son insertion dans le texte est à faire par les notes de bas de page.
- La présentation des références doit suivre les conventions bibliographiques. Il est recommandé d'utiliser les modèles {{Ouvrage}}, {{Chapitre}}, {{Article}}, {{Lien web}} et/ou {{Bibliographie}}. Le mode d'édition visuel peut mettre en forme automatiquement les références.
- Insérer une infobox (cadre d'informations à droite) n'est pas obligatoire pour parachever la mise en page.

Pour une aide détaillée, merci de consulter Aide:Wikification.
Si vous pensez que ces points ont été résolus, vous pouvez retirer ce bandeau et améliorer la mise en forme d'un autre article.
 (janvier 2016).
Si vous disposez d'ouvrages ou d'articles de référence ou si vous connaissez des sites web de qualité traitant du thème abordé ici, merci de compléter l'article en donnant les références utiles à sa vérifiabilité et en les liant à la section « Notes et références ».
Pour les articles homonymes, voir Legendre.
Aimé-François Legendre, né le 10 novembre 1867 à Saint-Quay-Portrieux et mort le 24 janvier 1951 à Paris, est un médecin, et explorateur français de la Chine, auteur de plusieurs livres et articles sur les peuples du centre de la Chine.

## Biographie
Le Dr Aimé-François Legendre est né le 10 novembre 1867 à Saint-Quay-Portrieux, fils de Jean-Marie Legendre et de son épouse, née Anne-Marie Botrel.
Il suit les cours et devient diplômé de l'école de Santé Navale (École principale du service de santé de la Marine de Bordeaux (École du service de santé des armées de Bordeaux). Par la suite, il est d’abord médecin des troupes coloniales et sert au Tonkin.
Il est ensuite détaché en Chine, au consulat de France à Chengdu (Tchen Tu ou Tchentou en français de l'époque), capitale de la province du Sichuan. Là, avec le soutien du consul de France Pierre-Rémi Bons d'Anty, il fonde une École de médecine impériale, dans laquelle une mission médicale française permanente, comptant de nombreux médecins militaires, sera maintenue jusqu’en 1927. Parallèlement, pendant environ dix années (1902-1912), Il explore l’ouest chinois : Sichuan, Kientchang et Lolotie, Yunnan et massif du Kin-Ho, explorations qu'il décrira ensuite dans trois livres (cf infra), dont certains ont été réédités en français ou en anglais. L'époque est extrêmement troublée, le pays étant régulièrement ravagé par des bandes armées. En novembre 1911 - année de la nouvelle république de Sun Yat-sen - il est sauvé de la mort avec ses compagnons, grâce à l'intervention auprès des autorités du Père Bourgain, provicaire du vicariat apostolique du Kientchang.
En 1911, il lance aussi la fondation du premier établissement de l'Institut Pasteur en Chine, également à Chengdu.
Le journaliste et écrivain Lucien Bodard, dans le premier livre de sa trilogie familiale, Monsieur le consul, à propos de ses souvenirs d'enfance et de son père qui était consul de France en Chine, décrit ainsi avec humour les médecins français qui étaient détachés à Chengdu, comme le furent Aimé-François Legendre puis son frère Jean: 
«….Les docteurs sont de bons lurons. Ils dirigent un institut français qui fabrique des sérums, au-delà des remparts. Que vient faire, dans ce Sseu Tchouan si éloigné de tout, cet établissement caractéristique de la bonne France coloniale de la IIIe République ? Sans doute a-t-on pensé que là, à Tcheng Tu, dans la Chine la plus profonde, la Chine la plus chargée d’hommes, il devait y avoir beaucoup d’épidémies. C’était l’occasion de faire le bien en attendant de faire le chemin de fer. On a donc envoyé de « bons savants » qui sont en fait des toubibs de l’armée ou de la marine. Logique française. Et quand éclate le choléra ou la variole, quand les cadavres abandonnés deviennent une gêne, mon père va chaque fois offrir au Seigneur de la guerre les services de l’Institut ! Chaque fois le maréchal (titre que se donne le Seigneur de la guerre - NDL) refuse d’un hochement de tête : « il faut que les gens meurent, il y en a trop ». Logique chinoise. Et d’ailleurs, mon père l’approuve :
- Ce serait l’effroi et la révolte si l’on obligeait les chinois à se faire piquer par des diables d’étrangers. Ils croiraient à une mauvaise sorcellerie. Ils pourraient même tuer nos toubibs. Et comme ça nous n’aurions plus de partenaire au bridge.
Les docteurs ne sont pas accablés de travail. De famille non plus car ils sont tous obligatoirement célibataires. Alors, ils sont les ornements de la vie mondaine de Tcheng Tu. Si les missionnaires étaient pour moi synonymes de poils, eux l’étaient de bottes. Toujours bottés d’un cuir qui s’évase, qui s’étend à toute leur personne, qui est comme une seconde peau. Tous ils ont le genre de petits moustachus pète-sec, sautillants, galants, empressés, d’une sociabilité de garnison. Le Sseu Tchouan ne les épate pas. Tous plus ou moins de la Coloniale ils en ont vu d’autres. Ils vivent dans leur Institut comme dans un Romorantin, à quelques détails près. Pas de bêtise mais en vieux blasés. Manquant de clubs, ils vont dans les consulats. Des convives permanents, serviables, rigolards, poussant la chansonnette, tapant le carton, engouffrant le bordeaux chez mon père et le whisky chez les britanniques. Les histoires chinoises de mon père les rasent. Ils aiment beaucoup ma mère. Mais ils préfèrent le consulat d’Angleterre. De la trahison selon le consul de France qui leur bat froid de temps en temps. Ils s’en moquent. Et puis on se réconcilie. La conversation ce sont les tuyaux venus de Shanghai et de Han Kéou, les bals, les courses, les adultères, les nominations, les coups  de bourse de la vie civilisée. Finalement, à table, l’immense Chine est un petit trou où tout se sait, sauf ce qui se passe chez les Chinois. Braves toubibs ! Ils ont pourtant comme amis quelques milliardaires jaunes chez lesquels ils font de petites fêtes, mais ils n’en parlent jamais devant ma mère. Ils boivent le vin de messe des curés et se soûlent chez le pasteur protestant. Mon père trouve qu’ils manquent de patriotisme, mais en tout cas ils sont là au 14 juillet et au 21 janvier.»
À la suite de ces expériences en Chine, et après être rentré en France, Aimé-François Legendre se consacra majoritairement aux études sur la Chine, écrivant divers articles et livres.
En octobre 1931 il se porta candidat aux élections au Conseil Général des Côtes-du-Nord pour le canton d'Etables-sur-Mer, sous l'étiquette 'Républicain indépendant'. Il mit en avant son origine bretonne et sa grande expérience internationale, mais il échoua.

## Famille
Aimé-François Legendre était marié avec Hélène Simonot, originaire de Brest, avec laquelle il eut un fils, Olivier.

## Hommage
Une rue de Saint-Quay-Portrieux est baptisée au nom du Docteur Aimé-François Legendre.

## Œuvres
- Le Far West chinois. Deux Années au Setchouen, Plon, Paris, 1905.
- Le Far West chinois. Kientchang et Lolotie, Chinois, Lolos, Sifans, Plon, Paris, 1910, prix Montyon de l’Académie française en 1911.
- Le Far West chinois. AU Yunnan et dans le massif du Kin-Ho, Plon, Paris, 1913.

Les trois livres précédents ont été réédités par Kailash Éditions - Livres sur l'Asie, Paris, en 1993 et 1994.
- L'élevage des vers à soie dans la haute vallée du Yalong, 1913
- Massif sino-thibétain. Provinces de Setchouen, du Yunnan et Marches Thibétaines. Contribution à l'étude géologique de ce massif. Preliminaires géographiques, par A. F. Legendre. Description géologique des itineraires par Aimé-Francois Legendre et Paul Lemoine (Larose, Paris, 1916).
- Tour d'Horizon Mondial - Quo Vadis Europa, Atque America?, par le Dr A.-F. Legendre, préface de M. Michel Revon, professeur à la Sorbonne, ancien professeur de droit à l'université de Tokio, Payot & Cie, Paris, 1920.
- La Civilisation Chinoise moderne, Paris, Payot, 1926.
- La Crise mondiale. L'Asie contre l'Europe, Paris, Plon, 1932, prix Marcelin Guérin de l’Académie française.

Le Docteur Aimé-François Legendre a également publié divers articles dans des revues spécialisées, dont, entre autres :
- « Les grands courants commerciaux du far-west chinois et notre chemin de fer du Yunnan », Bulletin de la Société de Géographie Commerciale, Paris, 1910, p. 697[6].
- « Explorations dans la Chine occidentale, Kientchang-Lolotie et massif des Oua-pao-chan », La Géographie, XXIII, n° 4, 15 avril 1911, p. 249-262.
- « Récente exploration du Dr Legendre (Lettre de Mienning du 31/07/1911) », La Géographie, XXIV, n° 6, 15 décembre 1911, p. 345-354[7].
- « Exploration dans la Chine occidentale et les marches tibétaines », La Géographie, XXVI, n° 6, 15 décembre 1912, p. 365-375[8].